# ATP Rio de Janeiro
Il Torneo di Rio de Janeiro è stato un torneo di tennis facente parte prima del Grand Prix e poi dell'ATP Tour giocato dal 1989 al 1990 a Rio de Janeiro in Brasile su campi in sintetico indoor.

## Risultati

### Singolare
| Anno | Vincitore   | Finalista       | Punteggio     |
| ---- | ----------- | --------------- | ------------- |
| 1989 | Luiz Mattar | Martín Jaite    | 6–4, 5–7, 6–4 |
| 1990 | Luiz Mattar | Andrew Sznajder | 6–4, 6–4      |

### Doppio
| Anno | Vincitori                   | Finalisti                      | Punteggio     |
| ---- | --------------------------- | ------------------------------ | ------------- |
| 1989 | Jorge Lozano / Todd Witsken | Patrick McEnroe / Tim Wilkison | 2–6, 6–4, 6–4 |
| 1990 | Brian Garrow / Sven Salumaa | Nelson Aerts / Fernando Roese  | 7–5, 6–3      |